# Gerd von Rundstedt

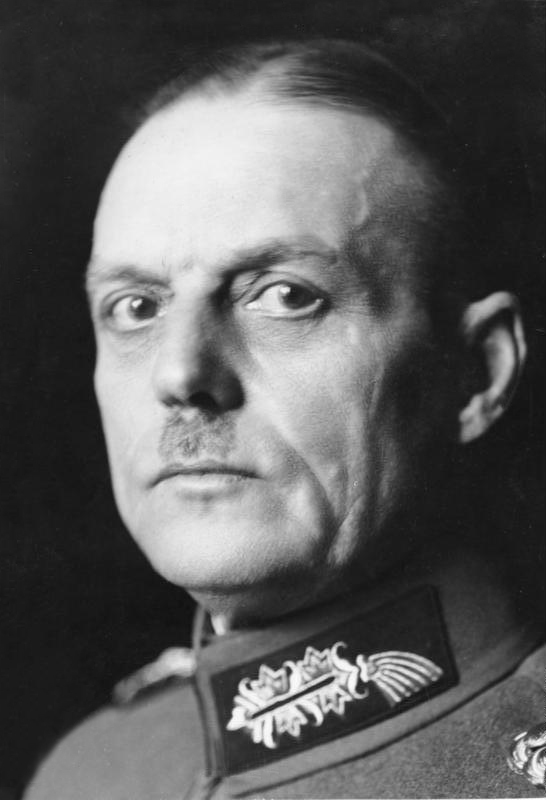
Rundstedt en 1932.

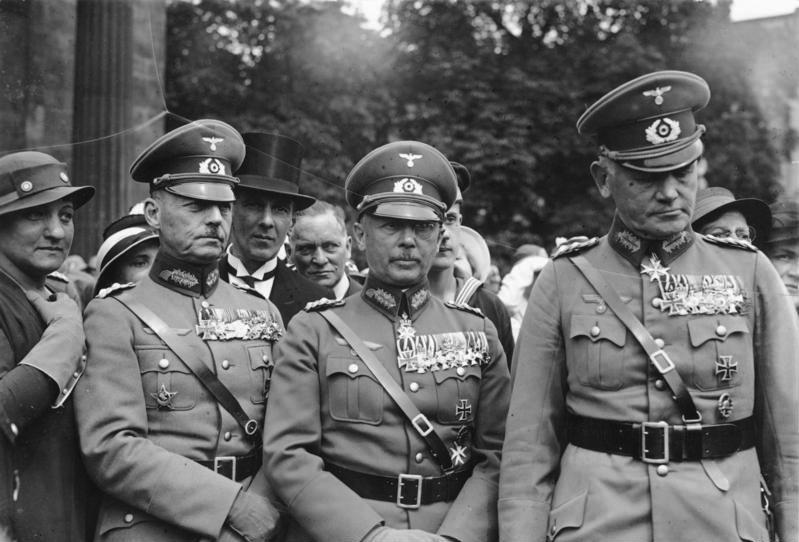
De gauche à droite, Rundstedt, Fritsch et Blomberg pour une cérémonie mémorielle sur Unter den Linden à Berlin le 25 février 1934.

Gerd von Rundstedt est un Generalfeldmarschall du Troisième Reich, né le 12 décembre 1875 à Aschersleben (province de Saxe) et mort le 24 février 1953 à Hanovre (RFA).
Il a été l’un des principaux chefs de l'armée allemande au cours de la Seconde Guerre mondiale. Emprisonné à l'issue du conflit, un temps inculpé de crime de guerre en raison d’un ordre de l’un de ses subordonnés, il n'est pas jugé dans un des procès de Nuremberg ; il n'est pas condamné et est libéré en 1949 en raison de son âge et de sa mauvaise santé.

## Biographie

### Origines et Première Guerre mondiale
Né en 1875 près de Halberstadt, en province de Saxe, dans le centre de l'Empire allemand, il est le fils homonyme du maître de cavalerie et chef d'escadron du 10e régiment de hussards (de) stationné à Aschersleben et major général de l'armée prussienne Gerd von Rundstedt (de), lui-même issu de la famille noble von Rundstedt (de) de l'Altmark. La famille déménage en décembre 1882 en Hesse à l'occasion de la mutation du père au 13e régiment de hussards. Après avoir étudié à l'école à Mayence (1884-86) et à Francfort-sur-le-Main (en dernier lieu l'Oberrealschule), il entra en 1890 à l'école de cadets d'Oranienstein et passa en 1890 à l'école principale prussienne des cadets de Groß-Lichterfelde, où il obtient sa maturité primaire en 1892. Il s'enrôle dans l'armée à l'âge de 18 ans et est incorporé dans le 83e régiment d'infanterie le 17 juin 1893, comme sous-lieutenant (Leutnant). Ainsi, sa première épreuve du feu aura lieu durant la révolte des Boxers en Chine.
Il entre à l'Académie de guerre de Prusse en 1902 et en sort lieutenant (Oberleutnant). Il est nommé capitaine (Hauptmann) le 24 mars 1907. La même année, il entre au Grand État-Major général de Berlin. En 1912, il reçoit pour la première fois un commandement de troupe en tant que commandant de compagnie dans le 171e régiment d'infanterie (de).
Au début de la Première Guerre mondiale, il combat dans l'armée de von Kluck pendant la bataille de la Marne. Durant cette offensive, en septembre 1914, il doit remplacer au pied levé le général Riemann, blessé dans les combats de Monthyon sur l'Ourcq. Le 28 novembre 1914, il est promu commandant (Major) et est nommé chef de l'état-major de sa division (la 86e division d'infanterie).

### Entre-deux guerres
Après guerre, il parvient à rester dans la Reichswehr et devient lieutenant-colonel (Oberstleutnant) le 1er octobre 1920 puis colonel (Oberst) le 1er février 1923 ; il prend le commandement d'une grande unité, le 1er mai 1925, en devenant chef de corps du 18e régiment d'infanterie de Paderborn. Sa carrière en temps de paix se poursuit de la manière la plus classique : chef d'état-major du Gruppenkommando 2 le 1er octobre 1926, général de brigade (Generalmajor) le 1er novembre 1927, il commande la 2e division de cavalerie de Breslau le 1er octobre 1928. Général de division (Generalleutnant) le 1er mars 1929, il se voit confier le commandement de la 3e division le 1er février 1932, commandant du Gruppenkommando 1 le même jour.
À ce moment, Rundstedt commence à faire parler de lui : en effet, il méprise les nazis ; issu de la noblesse prussienne, il n'apprécie guère le côté indiscipliné, braillard et orgueilleux des SA et de leur chef suprême, Hitler. Ne souhaitant pas voir les nazis au pouvoir, il menace de démissionner quand le chancelier Franz von Papen décrète la loi martiale à la fin du printemps 1932. Six ans plus tard, en 1938, à la suite de l'affaire Blomberg-Fritsch, en accord avec le général Wilhelm von Leeb, il réussit à empêcher Hitler de nommer le général pro-nazi Reichenau à la tête de l'OKW, le haut commandement des forces armées allemandes nouvellement créé. Général d'armée (Generaloberst) le 1er mars 1938, il est mis à la retraite sur sa demande car il ne peut accepter de devoir, à terme, obéir aux ordres de celui qu'il qualifie de « caporal d'opérette », le Führer Adolf Hitler. De plus, il perçoit la duplicité de Hitler à la suite des accords de Munich qui conduisent au démantèlement de la Tchécoslovaquie.

### Seconde Guerre mondiale
Le déclenchement d’un conflit généralisé étant imminent, il est rappelé au service actif en août 1939, en vue de prendre le commandement du Heeresgruppe Süd (groupe d'armées Sud) lors de l’attaque de la Pologne. Il est nommé Oberbefehlshaber Ost (de) (commandant en chef de l’Est) du 1er au 20 octobre 1939. Il est le concepteur de la campagne de Pologne où il est assisté par les généraux Erich von Manstein et Günther Blumentritt.
Lors des préparatifs de l’invasion de la France, en tant que commandant du Heeresgruppe A (groupe d'armées A), depuis le 25 octobre 1939, il soutient un général qu'il a sous ses ordres, Erich von Manstein, qui propose un franchissement des Ardennes par des colonnes blindées. Ce plan est accepté par Hitler qui a une confiance absolue dans les compétences de Von Rundstedt.
Pendant la bataille de France, il a sous ses ordres quarante-cinq divisions dont sept blindées et trois motorisées, sur un front s'étendant de Sedan à Maastricht. Il est à l'origine de l'ordre qui fait s'arrêter les troupes de la Wehrmacht avant que celles-ci ne se soient lancées à l'assaut de Dunkerque. En effet, ses Panzerdivisionen, commandées par le général Guderian, se sont trop avancées dans les lignes alliées et son manque de soutien en infanterie lui fait craindre un isolement de ces troupes. Hitler ayant les mêmes appréhensions, accepte de donner cet ordre d’arrêt. Cela permet incidemment à des dizaines de milliers de soldats anglo-français d'éviter la capture. Heinz Guderian dans ses mémoires incrimine quant à lui la mégalomanie de Göring qui, persuadé de pouvoir détruire la poche de Dunkerque avec sa seule aviation, serait à l'origine de cet ordre qui a pu apparaître surprenant.
Promu Generalfeldmarschall le 19 juillet 1940, il participe aux préparatifs de l'opération Seelöwe, le projet d’invasion de la Grande-Bretagne. À la suite de l'annulation de cette opération, en raison de la défaite de la Luftwaffe lors de la bataille d'Angleterre, il prend en charge l'ensemble des forces d'occupation à l'ouest de l'Allemagne (comme Oberbefehlshaber West du 1er octobre 1940 à juin 1941). Il doit lancer la mise en place d'une défense côtière apte à repousser un éventuel débarquement sur les côtes occidentales.
Mais Hitler se tourne vers l'Est et déclenche l'invasion de l'Union soviétique en juin 1941. Il place le vieux Prussien à la tête du Heeresgruppe Süd (groupe d'armées Sud) le 10 juin 1941. Celui-ci comprend quarante-deux divisions, dont cinq blindées, qu'il doit mener à la conquête de l'Ukraine. Son avance est initialement plus lente que celle des autres groupes d'armées, car l'essentiel des forces mécanisées et blindées de l'Armée rouge se trouve dans cette région frontalière. Il prend Kiev et y fait 665 000 prisonniers (les 5e, 21e, 26e et 37e armées soviétiques). Il se dirige ensuite vers Kharkov et Rostov-sur-le-Don. La fin de l'automne arrive et il conseille à Hitler d'arrêter les troupes afin de leur faire préparer une ligne de défense pour affronter les rigueurs de l'hiver russe. Mais Hitler s’oppose à cette idée et souhaite prendre Moscou. En novembre 1941, Rundstedt est victime d'une attaque cardiaque, mais refuse de se faire hospitaliser. Il atteint finalement Rostov le 21 novembre, où il est repoussé par la contre-attaque d'hiver soviétique. Il demande alors à nouveau à Hitler l'autorisation de se replier vers une ligne de défense préparée. Hitler refuse catégoriquement et, ulcéré par ce Generalfeldmarschall qu'il considère  « défaitiste », le fait remplacer par Walter von Reichenau le 1er décembre 1941.
Mais à la suite des déboires sur le front de l’Est de l’hiver 1941-1942, Hitler est conduit à reconnaître les qualités de stratège de Rundstedt : il le rappelle au service actif en lui confiant la fonction d'Oberbefehlshaber West (le commandant en chef de l’Ouest, couramment abrégé en « OB West ») le 15 mars 1942. Pendant les deux années qui suivent, Rundstedt travaille à édifier et consolider le mur de l'Atlantique, en collaboration avec Rommel qui le rejoint à la fin de l’année 1943. Les deux hommes sont toutefois en désaccord sur la tactique à y tenir en prévision d’un éventuel débarquement allié : Rommel souhaite se battre sur les plages, tandis que Rundstedt préfère écraser l'adversaire par des contre-attaques massives depuis l'arrière.  
Après le 6 juin 1944, alors que le débarquement allié en Normandie s'avère une réussite, Rundstedt, lucide sur les chances de victoire du Troisième Reich, conseille à Hitler, qu'il qualifie en privé de caporal de Bohème, de négocier au plus tôt la paix. Furieux, Hitler le démet à nouveau de ses fonctions le 2 juillet et le fait remplacer par Kluge à la tête de l'OB West.
Mais, deux semaines plus tard, l'attentat du 20 juillet contre le Führer lui permet de reprendre du service : il est, avec Guderian et Keitel, membre de la cour d'honneur de l'armée appelée à statuer sur les dossiers des officiers impliqués dans le complot. En effet, Rundstedt a beau mépriser le chef nazi, il n'en demeure pas moins un officier discipliné et pétri du sens de l'honneur prussien : il ne peut accepter que l'on attente à la vie du dirigeant de l'Allemagne. Peu après, son successeur à l'OB West Kluge étant soupçonné, il retrouve son précédent poste le 5 septembre. Il propose alors une contre-offensive modérée en passant par les Ardennes. Hitler veut une offensive massive et rejette partiellement sa proposition ; in fine, Hitler en confie le commandement à Rundstedt et à Model, bien que ces derniers aient estimé ce plan trop ambitieux. La contre-offensive de grande envergure débute en décembre 1944 mais se conclut finalement par un échec en janvier 1945, les troupes allemandes étant repoussées. Le 9 mars 1945, Rundstedt est pour la dernière fois démis de ses fonctions, pour motif de défaitisme, à la suite de la prise « intact » du pont de Remagen sur le Rhin puis de son franchissement par les troupes alliées. Eisenhower déclare : « Nous le considérions comme le meilleur des généraux allemands ».
Rundstedt est capturé le 1er mai 1945 par la 36e division d'infanterie américaine, dans le sanatorium de Bad Tölz en Bavière où il s'est réfugié pour soigner ses problèmes cardiaques et d'arthrite.

### L'après-guerre

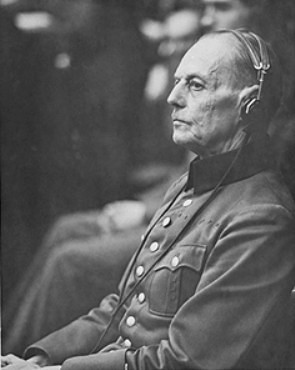
Von Rundstedt au procès de Nuremberg.

Détenu à partir de mai 1945 dans un camp de prisonniers britannique, Rundstedt est inculpé de crime de guerre : on lui reproche des assassinats en masse en Union soviétique. L'acte d'accusation s'appuie notamment sur un ordre publié par Walter von Reichenau, à l'époque sous la supervision de Rundstedt. Cet ordre appelait à l’extermination des « sous-êtres juifs » (jüdisches Untermenschentum). Il est prouvé que Rundstedt était au courant de cet ordre, qu'il l'avait validé et qu'il s’était déclaré parfaitement en accord (voll einverstanden) avec son contenu.
En raison de sa santé chancelante et de son âge, les Alliés renoncent à le juger. Sa maladie de cœur incite les Britanniques à le libérer en mai 1949. En effet, un certain nombre de maréchaux allemands — Walther von Brauchitsch, Werner von Blomberg, Wolfram von Richthofen et Ernst Busch — sont morts de maladie en détention avant leur procès. Ils craignent ainsi qu'un mort de plus ne suscite de l'hostilité contre les Britanniques dans leur zone d'occupation britannique, zone que l'on considère déjà comme un futur allié possible contre les Soviétiques.
Gerd von Rundstedt meurt le 24 février 1953, âgé de 77 ans, à Hanovre (land de Basse-Saxe) : il est inhumé dans cette ville, au cimetière municipal de Stöcken. Son épouse était morte l'année précédente, en 1952, âgée de 73 ans.

## Résumé de sa carrière militaire

### Promotions
Entre parenthèses, sont mentionnés les grades équivalents en France.
- Fähnrich (aspirant)
- Leutnant (sous-lieutenant), le 17 juin 1893
- Oberleutnant (lieutenant), le 12 septembre 1902
- Hauptmann (capitaine), le 24 mars 1909
- Major (commandant), le 28 novembre 1914
- Oberstleutnant (lieutenant-colonel), le 1er octobre 1920
- Oberst (colonel), le 1er février 1923
- Generalmajor (général de brigade), le 1er novembre 1927
- Generalleutnant (général de division), le 1er mars 1929
- General der Infanterie (général de corps d’armée), le 1er octobre 1932
- Generaloberst (général d’armée), le 1er mars 1938
- Generalfeldmarschall (maréchal) : 19 juillet 1940

### Décorations
- Kronenorden IVe classe
- Croix de fer (1914), 2e et 1re classe
- Croix de chevalier de l'ordre royal de la maison des Hohenzollern avec glaives
- Mérite militaire bavarois avec couronne et épées
- Croix de chevalier de l'ordre royal d'Albert le Valeureux Roi de Saxonie avec glaives
- Croix de chevalier de l'ordre du Faucon blanc
- Croix de chevalier de l'ordre de la Maison ernestine de Saxe
- Croix du Mérite de guerre de Lippe
- Croix du Mérite Waldeck 4e classe
- Croix du Mérite militaire autrichien avec décoration de guerre
- Étoile de Gallipoli
- Médaille des Sudètes
- Médaille de service de longue durée de la Wehrmacht 4e à 1re classe
- Agrafe de la croix de fer, 2e et 1re classe
- Grand-croix de l'ordre de la Couronne d’Italie
- Ordre de Michel le Brave, 3e à 1re classe
- Croix de chevalier de la croix de fer avec feuilles de chêne et glaives
  - Croix de chevalier de la croix de fer le 30 septembre 1939
  - 519e feuilles de chêne le 1er juillet 1944
  - 133e glaives le 18 février 1945 ()